# Norra Åsum
Norra Åsum est une localité suédoise située dans la commune de Kristianstad en Scanie.
Sa population était de 1 264 habitants en 2010.